# 1999年迪茲傑地震

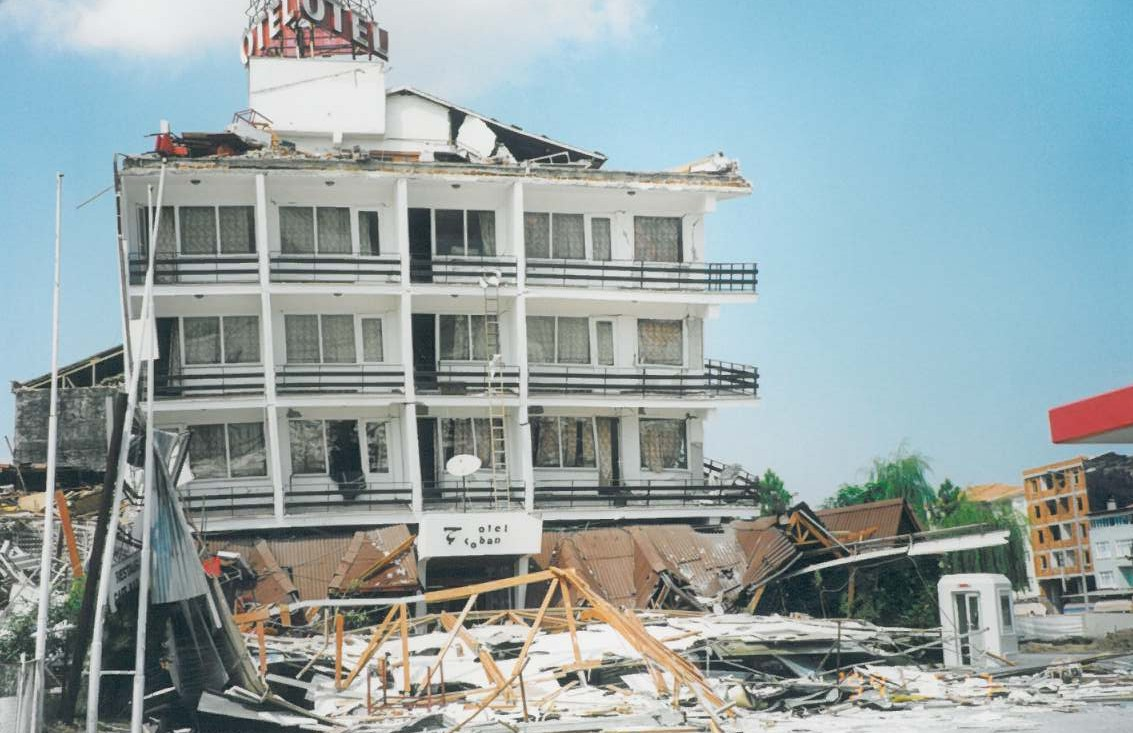
被地震摧毀的大樓

1999年迪茲傑地震是1999年11月12日傍晚6點57分（當地時間）發生在土耳其迪茲傑省的強烈地震，震级为MW 7.2级，最大烈度為IX（9）度，震央位於同年稍早發生、造成嚴重災情的1999年伊茲密特地震震央東方約100公里處。迪茲傑地震地震造成至少845人罹難，其中迪茲傑、卡伊納什勒與博盧分別紀錄有478人、313人與48人遇難，許多遇難者（特別是卡伊納什勒的居民）是在地震後暖爐引發的火災身亡。
土耳其政府在1999年伊茲密特地震後因救災不力遭受批評，此次地震後迅速組織救災，並有多國提供救難人員與物資援助，共計有約2000名救難人員與150隻救難犬投入救災。許多流離失所的災民暫住在帳篷中，但帳篷不適冬季溼冷的天氣。地震後約一年仍有7500人住在帳篷中。
地震儀紀錄顯示此次地震中斷層向東破裂的速度比S波傳遞的速度還快，屬於罕見的超橫波地震。